# 1915 na Alemanha
Esta é uma cronologia dos fatos acontecimentos de ano 1915 na Alemanha.

## Eventos
- 1 de janeiro: O couraçado britânico HMS Formidable é torpedeado e afundado pelo submarino alemão SM U-24 no Canal da Mancha.[1]
- 24 de janeiro: O cruzador blindado alemão SMS Blücher é afundado na Batalha de Dogger Bank entre cruzadores alemães e britânicos.[2]
- 22 de abril: Tropas alemães lançam o gás venenoso contra as tropas francesas, usando pela primeira vez no início da Segunda Batalha de Ypres.[3]
- 5 de agosto: Varsóvia é ocupada pelo 9° Exército alemão.[4]
- 6 de outubro: Inicia a ofensiva das tropas alemãs e austro-húngaras contra a Sérvia.